# Balbura
Balbura is een geslacht van vlinders van de familie spinneruilen (Erebidae), uit de onderfamilie Arctiinae.

## Soorten
- B. fasciata Schaus, 1911
- B. fresini Jörgensen, 1935
- B. intervenata Schaus, 1911